# PPS–41
A PPS–41 (oroszul: ППШ–41 – Пистолет-пулемёт конструкции Шпагина [Pisztolet-pulemjot konsztrukcii Spagina], magyarul: Spagin-géppisztoly, orosz katonák között elterjedt nevén Papasa) a második világháborúban a Vörös Hadsereg által legnagyobb számban alkalmazott szovjet 7,62 mm-es géppisztoly. A Georgij Spagin szovjet fegyverszerkesztő által tervezett fegyvert 1941-ben rendszeresítették. A világháborút követően a Szovjetunión kívül más országok is alkalmazták, így a PPS–41 a magyar fegyveres erőknél és testületeknél is rendszeresítve volt. A magyar katonák a második világháborúban és utána csak a „davaj-gitár” névvel illették, az amerikaiak pedig böfögőnek azaz burp gun-nak csúfolták.

## A fegyver története
A géppisztolyt a gyártási nehézségek miatt nem igazán sikeres, Gyegtyarjov által tervezett PPD–40 leváltására kiírt pályázatra tervezte Georgij Spagin. A fegyver próbái 1940 második felében folytak. A sikeres teszteket követően a Vörös Hadsereg 1940. december 21-én hagyta jóvá a fegyver rendszeresítését PPS–41 jelzéssel, a csapatoknál pedig 1941-ben jelent meg a géppisztoly.
A PPS–41 sorozatgyártása a zagorszki fegyvergyárban kezdődött meg 1941 júniusában, még a Szovjetunió elleni német támadást megelőzően. Zagorszkban (ma: Szergijev Poszad) azonban csak néhány darab PPS készült el, mert a német csapatok közeledése miatt a gyárat keletre, a Kirovi területre evakuálták. A háború során a PPS géppisztolyok gyártása más üzemekben is folyt. A legnagyobb mennyiséget – kb. 3,5 millió db-ot – a moszkvai fegyvergyár állította elő a típusból. 1941-ben összesen 92 766 db, 1942-ben pedig már 1 499 269 PPS géppisztoly készült. A háború befejezéséig összesen kb. 5,5 millió darabot gyártottak. A sorozatgyártás során jelentős módosításokat nem hajtottak végre a fegyveren.
A közhiedelemmel ellentétben a Wehrmachtnál nem volt elterjedt a híres MP 40-es használata, mivel nem gyártottak elegendő mennyiségű darabot a katonák számára. A keleti fronton sokkal jellemzőbb volt, hogy a német katonák az elesett szovjet katonáktól származó vagy épp zsákmányolt PPS–41-esekkel harcoltak (melyről egyébként korabeli fényképek is tanúskodnak).

## Továbbfejlesztett változatok
1942-ben Spagin áttervezte a géppisztolyt. Tovább egyszerűsítette a szerkezetét, és behajtható fém válltámaszt alkalmazott. Az áttervezett géppisztoly a PPS–42 típusjelet kapta. A fegyvert Spagin a harcjárművek kezelőszemélyzete és a speciális egységek számára rendszeresítendő kisméretű géppisztoly tervezésére kiírt pályázatra szánta. A PPS–42 ellenfele a Szudajev által tervezett PPSZ–42 volt, amely a próbák során jobbnak bizonyult. Így a harckocsizók, az ejtőernyősök, felderítők és a partizánok alapvető lőfegyvere a PPSZ–42 lett, míg a gyalogság fegyvere a PPS–41 volt. Spagin 1945-ben elkészítette a PPS–45-öt, amely már teljesen fémből készült. A PPS–45 azonban már nem került gyártásba. A második világháborút követően a Szovjet Hadsereg alapvető lövészfegyvere a sokkal hatékonyabb AK–47 lett.
A második világháború során a német csapatok által zsákmányolt PPS–41 géppisztolyokat a Wehrmacht is alkalmazta. Egy  részüket az eredeti 7,62×25 mm TT lőszerrel használták MP717(r) típusjelzéssel, másik részüket 9 mm-esre alakították, típusjelzésük MP41(r) volt. Utóbbiaknál kicserélték a csövet, és olyan adaptert alkalmaztak, amely lehetővé tette a német MP 38 és MP 40 géppisztolyok tárjainak a használatát.
A második világháború után a géppisztolyt gyártották a Kínai Népköztársaságban ("50-es típus" néven), Jugoszláviában (48M típusjellel), a Koreai Népi Demokratikus Köztársaságban ("49-es modell" néven). Vietnámban a szovjet és a kínai gyártású változatokat is használták, egyaránt K50 típusjellel. Magyarországon a FÉG gyártotta csigatárral.

## Műszaki jellemzők
A PPS–41 géppisztoly szabadon hátrasikló tömegzáras rendszerű. Lövéskor a zár a csőben lévő nagynyomású gázok hatására hátrafelé mozog, magával vonja, majd kiveti az üres hüvelyt, a rugó lelassítja a zárat, majd nekiütközik a puffernek (zárütéscsökkentő). A zárat a hátramozgás során megfeszített rugó tolja vissza, miközben a tárból egy újabb lőszert tol a töltényűrbe. Ez a folyamat mindaddig ismétlődik, amíg az elsütőbillentyűt elhúzva tartják. A hüvelyt a tetején található nyíláson veti ki. A fegyverágy és a tus fából készült. A tus nyakrésze pisztoly markolatához hasonlító profilt kapott. A fegyvercsövet teljes hosszában perforált lemez veszi körül, amely a nagy tűzgyorsaságból adódó jelentős hőterhelésnek kitett cső hatékonyabb hűtését szolgálja. A perforált lemez csővégi kialakítása egyúttal csőszájfékként és kompenzátorként is szolgál. A fegyver a zárfogantyún lévő retesszel biztosítható a zár felhúzott és előreengedett állapotában egyaránt. A tűzváltó az elsütőbillentyű előtt található. Sorozatlövéshez előretolt, egyeslövéshez hátrahúzott állapotba kell állítani.
Nagyon magas (900 lövés/perc) tűzgyorsasága és nagy tárkapacitása (71 vagy 35 darab, tártípustól függően) hatásos fegyverré tette a közelharcokban. A lövedék csőtorkolati sebessége 488 m/s, hatásos lőtávolsága 200 m. Az irányzék 100 m-es és 200 m-es távolságra állítható.
A PPS–41-es a 71 lőszert befogadó csigatárát a PPD–40-től örökölte, amelyhez viszont a finn Suomi géppisztolytól vették a tár konstrukcióját . A bonyolultabb felépítésű, drágábban gyártható, kevésbé megbízható, és harcban kényelmetlenül használható csigatár helyett 1942 februárjától 35 lőszert befogadó ívtárat is rendszeresítettek a géppisztolyhoz. A csigatár gyártását 1944-ben pedig teljesen beszüntették.